# 管栄学館
管栄学館（かんえいがっかん）とは合資会社パラソルが運営する栄養士・管理栄養士向けソリューションサービス。管理栄養士国家試験受験対策講座が中心。通学制に管栄ゼミナール、通信制に管理栄養士国家試験受験対策通信講座がある。通学制、通信制などの合計の在校生は、2,381名（2007年9月13日現在）。栄養士、管理栄養士の卒後教育を主体とした書籍を出版する。

## 概要
通信制の管理栄養士国家試験の受験対策講座、カリスマ栄養士の育成、栄養士及び管理栄養士養成施設における出張講座やコンサルティングを展開する。
講座や育成に関連したサービスは、概ね無料または安価で提供している。

## 沿革
- 1999年12月10日 - 管栄学館として大阪府堺市にて栄養士向けサービスを開始
- 2001年10月1日 - メールマガジン（メルマガ）のまぐまぐより「管理栄養士試験答案練習会」配信開始
- 2002年5月20日 週末通学制予備校、管栄ゼミナール（本科・別科）を大阪で開催
- 2002年3月20日 管栄学館及びサービスマークが商標原簿に登録される
- 2003年6月3日 - 有料メールマガジンのまぐまぐプレミアムより「管理栄養士合格物語」配信開始
- 2003年7月20日 - 学習の進め方勉強会および受験対策コーチングをドーンセンター（大阪市）で開催
- 2004年8月16日 - 社屋を三重県三重郡楠町（現：四日市市）に移転
- 2005年5月1日 - 管栄ゼミナールの展開規模を縮小、毎月8千円の月謝制通信講座を開始
- 2005年6月1日 平成17年度より管栄ゼミナールが完全無料化へ（受講生負担は考査料のみ）
- 2010年4月30日 管栄ゼミナールの名称を「HTI養成コース」に変更
- 2016年3月31日 「HTI養成コース」の募集中止で国試受験などの講座終了。各種メルマガサービスも廃刊。
- 2020年3月20日 大阪京橋サロン、名古屋名駅サロン、名古屋金山サロン閉鎖。健康管理業務は対面からオンラインのみに縮小。
- 2023年1月1日 - メールマガジンスタンドのまぐまぐより「管理栄養士試験答案練習会」配信開始